# Tympanogaster cunninghamensis
Tympanogaster cunninghamensis är en skalbaggsart som beskrevs av Perkins 2006. Tympanogaster cunninghamensis ingår i släktet Tympanogaster och familjen vattenbrynsbaggar. Inga underarter finns listade i Catalogue of Life.